# Libiola
Libiola è una frazione storica del comune di Sestri Levante, nella regione Liguria, in Italia.
La località è nota per la presenza delle miniere di rame conosciute fin dalla preistoria e sfruttate intensamente dall’epoca romana fino al 1962. Quella di Libiola è una delle comunità più antiche dell’intero golfo del Tigullio e poiché si tratta di un insediamento dalla storica impronta agricola (come tutto il territorio della valle del Gromolo), all’interno del comune di Sestri Levante la maggior parte dei borghi frazionali associa al nome proprio il termine “Villa” per cui il toponimo completo dell’attuale paese collinare è “Villa Libiola”.

## Geografia
Dista circa 5 km dal capoluogo comunale, Sestri Levante. Sorge a un'altitudine di 179 m s.l.m.

## Storia

### Il ponte e l’antica via romana
Nella zona di Libiola posta sotto l’attuale cappella di San Pietro passa un antico sentiero di collegamento tra il mare e le alte vie dei monti liguri che, in un tratto, attraversa il rio Cattan tramite un ponte che è sempre stato definito “romano”. L’antica via romana che collegava Luni con Genova, secondo studi compiuti da appassionati storici locali, nel 109 a.C., una volta giunta nei pressi di Luparia (Fossalupara) si protendeva, a mezza costa, verso l’interno e precisamente arrivava a Libiola. Attraversato il torrente Gromolo nella zona detta “Balicca”, risaliva alla volta dei borghi di Loto (Lotus) e proseguiva per Cascine (Cassine), Costa Rossa (Terra Rubra) e, oltrepassate le rocche di Sant'Anna (il Saltus Tigulliae), proseguiva verso il fiume Entella. Non si tratta di una strada consolare ma di un antico sentiero di crinale, sicuramente utilizzato anche per il trasporto dei minerali dalle miniere di Libiola verso valle.
Un indizio circa la romanità dell’antico ponte potrebbe essere dato dal fatto che i ponti romani erano ad arco a tutto sesto, come quello di Libiola. A prescindere da ciò, è certo comunque che il sentiero sia almeno di epoca romana, se non addirittura pre-romana.
A riprova dell’antichità della zona di Libiola, e del fatto che il suo grande territorio sia abitato da millenni, nei pressi della parte alta del torrente Gromolo esiste un monte che i locali da sempre chiamano Castellaro. Certamente la posizione arroccata e un po’ nascosta e la presenza di fonti d’acqua nei pressi ne avranno fatto un insediamento difensivo ideale per le popolazioni degli antichi Liguri.

### L’antichità religiosa di Libiola
La chiesa di San Pietro il vecchio di Libiola, situata in località chiamata Casetto e ormai crollata nell’800, è stata la prima parrocchia della valle del Gromolo (già valle sigestrina, valle del Monastero e valle di Libiola). Da reperti litici conservati oggi nel museo parrocchiale di Santa Vittoria di Libiola, tra cui una pietra definibile come “mamma longobarda”, un archetto decorativo e un tronco di colonna di probabile epoca romana, si può presumere che l’antica chiesa fosse di epoca longobarda (VII secolo d.C.), sebbene non si esclude che la religiosità del luogo possa essere anche preesistente. Altri reperti in pietra della crollata chiesa di San Pietro il vecchio di Libiola sono visibili nella cappella di Sant'Andrea, del vicino borgo di Rovereto, e consistono in un archetto di colonna, un pezzo decorativo e un'epigrafe del XVI secolo.
L’aver dedicato a San Pietro la prima chiesa del territorio è sintomatico del fatto che, intitolando le chiese proprio a questo santo, il principe degli Apostoli, si intendeva rivendicare anche una primazia d’onore ed importanza del territorio su cui era collocata l’edificio sacro rispetto alle altre zone. Sono stati i monaci di Bobbio a cristianizzare il territorio e sempre a costoro dobbiamo la creazione dei terrazzamenti sulle fasce collinari e l’introduzione delle coltivazioni di vite, olivo, castagno. L’antico cenobio sito in quei di Libiola-Casetto era costituito da una chiesa, un convento ed un ospitale che fungeva anche da ricovero dei viandanti o pellegrini data la vicinanza di un’antica strada romana di cui ne è testimonianza un ponte romano, nei pressi. Quando con l’approssimarsi della fine del primo millennio d.C. il potere dei monaci inizia a diminuire a fronte della corrispondente affermazione di quello arcivescovile genovese, assistiamo all’abbandono di Libiola da parte di questi monaci (e quindi del clero regolare) per far posto all’insediamento del clero secolare, ossia dei sacerdoti che rispondevano però all’arcivescovo di Genova. In una situazione, come quella di un tempo, in cui i monaci, oltre ad essere la classe più acculturata, davano anche un sostegno spirituale e materiale alla popolazione locale (soprattutto nell’insegnamento delle tecniche per una migliore resa agricola o nella cura delle malattie attraverso l’erboristeria), sono frequenti i dissidi col clero secolare. Ciò comporterà la richiesta ai monaci benedettini neri di San Savino di Piacenza di creare, nel 1035 e più a valle (dove ormai il mare si era ritirato), il monastero di Santa Vittoria (di Libiola) che diverrà celebre priorato per la presenza delle miracolose e venerate reliquie della santa martire. Detto monastero otterrà nel 1037 un importante “privilegium” da parte dell’imperatore del Sacro Romano Impero, Corrado II il Salico. Il primo monaco, nominato da Piacenza nel 1038, sarà tal Robaldo (o Guidone, secondo altre fonti). Da quel momento in zona si avrà la chiesa di San Pietro il vecchio in collina a Libiola-Casetto, rettoria e prima parrocchia della valle, e in pianura il monastero di Santa Vittoria, che diverrà parrocchia a partire dalla metà del XIV sec. e attorno al quale sorgerà l’attuale borgata che unirà al nome della Santa protettrice la locuzione “di Libiola” in quanto sorta su quello che da sempre è il cosiddetto grande territorio di Libiola. 
Particolarmente apprezzabile e degno di nota è il sagrato della chiesa parrocchiale, certamente il più antico del sestrese, formato da ciottoli sistemati a terra nel tipico modo ligure a risseau. Le piccole pietre, disposte su un motivo ornamentale a tre medaglioni, di cui in quello centrale risaltano le fattezze della santa patrona della val Gromolo- sono di diversi colori: il rossiccio dei diaspri, il marrone dei basalti, il verde-azzurro della serpentinite e il bianco dei calcari.
Libiola, già rettoria e chiesa di riferimento per gli abitanti dell’intera val Gromolo (che, in pianura, ancora era attraversata dal mare) diventa parrocchia nel 1134 (la prima chiesa ad aver avuto giurisdizione parrocchiale nella valle Sigestrina) allorquando l’arcivescovo di Genova, Siro II, istituisce giuridicamente le parrocchie e lo sarà almeno sino al periodo che va dal 1311 al 1399. Dopodiché la parrocchialità passerà definitivamente alla chiesa di pianura poiché quella di Santa Vittoria, in quanto a titolo, è da intendersi quale continuazione di quella di San Pietro, precedente, sorgendo entrambe le chiese nel territorio libiolese.
Due sono stati i futuri santi ad aver transitato in val Gromolo: San Bernardino da Siena (1381-1444) e sant'Antonio Maria Gianelli (1789-1846). Il primo nel 1429 ha predicato nelle zone della Liguria e fatto tappa anche in quei di Casarza Ligure, Castiglione Chiavarese, San Bernardo delle Cascine (esiste ancora oggi una località chiamata San Bernardino) e soprattutto Santa Vittoria di Libiola, già celebre e rinomatissima prioria. Intorno al 1564 in quei di Santa Vittoria, voluto da un certo Lambruschini originario di Libiola, sorgerà anche un oratorio con relativa confraternita, dedicati entrambi a San Bernardino, che rimarranno effettivi almeno fino alla prima metà del 1900. Il Gianelli (arciprete di San Giovanni a Chiavari con mansioni di vicario foraneo per le 110 parrocchie del Levante e della Val di Vara, fondatore delle suore-educatrici “Gianelline” nel 1829, famoso per il “miracolo delle rondini del 25 agosto 1835, vescovo di Bobbio dal 1838, dichiarato venerabile nel 1920 da papa Benedetto XV, beato nel 1925 da Pio XI, santo nel 1951 da Pio XII, chiamato “il Santo di ferro”, patrono della diocesi chiavarese e della val di Vara) approderà in val Gromolo nel 1834 in occasione delle missioni sociali affidate ai sacerdoti liguoriani (da lui fondati nel 1827) e vi resterà a predicare, ogni sera, dal 30 giugno al 18 luglio.
Nel 1809 nel territorio parrocchiale transitava papa Pio VII mentre veniva portato prigioniero, e agli arresti, prima a Savona e poi in Francia (a Fontainebleau) dall’esercito di Napoleone. Poiché aveva ricevuto una calorosa accoglienza da tutta la popolazione della valle libiolese, una volta libero e tornato al soglio pontificio romano nella pienezza dei suoi poteri, elargirà una speciale indulgenza plenaria a tutti i fedeli che, pentiti dei peccati, confessati e comunicati, secondo le regole della Chiesa, visiteranno d’ora in avanti la parrocchiale di Santa Vittoria di Libiola il giorno di Pentecoste e nei sette giorni successivi pregando Dio per l’unità dei cristiani e l’esaltazione della Chiesa. La bolla di papa Pio VII è datata 13 febbraio 1816. 
Nella storia della comunità religiosa libiolese sono stati diversi i momenti in cui essa ha suscitato l’interesse dei papi in special modo per la presenza della celebre prioria di Santa Vittoria e delle preziose reliquie della santa martire che ivi si venerano da tempo immemore: nel 1132 papa Innocenzo II conferma all’abate di San Savino di Piacenza la parrocchia di Libiola (San Pietro il Vecchio e prioria di Santa Vittoria), come già in precedenza aveva fatto papa Pasquale II (regnante dal 1099 al 1118) e così poi faranno anche papa Lucio II (regnante dal 1144 al 1145) e con decreto del 1173 papa Alessandro III. Circa la questione dei contrasti tra l’abate di Piacenza e l’arcivescovo di Genova a proposito della nomina del priore di Santa Vittoria di Libiola, nel 1447 interverrà addirittura papa Eugenio IV e nel 1453 papa Niccolò V che, con una bolla pontificia del 6 maggio, nominerà il titolare del celebre monastero.
L’attuale cappella di San Pietro a Libiola, costruita in diverso loco dagli abitanti della Villa dopo che hanno assistito ai primi crolli della chiesa di Casetto, è di probabile origine medievale e, nelle fattezze, è simile alle consorelle cappelle dei bei borghi vicini di Montedomenico e Rovereto.

### La curticella di Libiola
Nell’anno 1031 d.C. il conte Tedisio II Fieschi chiede a livello all’arcivescovo di Genova Landolfo le terre che rientrano nella curticella di Libiola, così come in precedenza aveva fatto suo padre Ansaldo. Il sistema delle curticelle farà sorgere le prime signorie feudali delle diverse località poiché i signori che le avevano richieste all’arcivescovado genovese, che le possedeva, se ne serviranno e si comporteranno su di esse uti domini. La vasta curticella di Libiola (il cui territorio partiva da Sestri Levante nei toponimi di Terricio, Favarido, Lignone e Vineli ed arrivava in alta val di Vara a Cassego (Caxago), Comuneglia (Cumimelia), Codivara (Caovario) e comprendeva le valli Gromolo e Petronio, l’alta val Graveglia e le valli dei torrenti Torza e Borsa in quei di Maissana-Varese Ligure) abbracciava tutto ciò che vi era dentro: terreni, case e chiese, tra cui ovviamente quella di San Pietro di Libiola che acquisisce così sempre maggior prestigio. L’importanza di Libiola resterà inalterata almeno sino al 1206, anno in cui sorgerà la podesteria di Sestri Levante, di cui Libiola entrerà a far parte come storico e nobile borgo e che comprenderà i vari paesi degli attuali Comuni di Sestri Levante, Casarza Ligure, Castiglione Chiavarese e parte di quelli di Lavagna e Né.
In quei secoli, a causa delle costanti alluvioni che inizieranno ad interessare la plaga sestrese nelle zone di Sara, Pila, Santa Margherita di Fossalupara, il corso dei due torrenti Gromolo e Petronio, che prima sfociavano assieme nel sestrese, viene deviato. Pertanto il Gromolo sfocerà a Sestri divenendone, a tutti gli effetti, il vero e proprio torrente, mentre il Petronio sfocerà a Riva Trigoso. Benché confluissero, storicamente è il Petronio ad essere stato definito quale affluente o tributario del Gromolo nonostante il Petronio abbia un corso con una portata d’acqua e una lunghezza maggiori rispetto al Gromolo. Il motivo di questa subalternità è storico e si rifà agli anni in cui esisteva proprio la curticella di Libiola. Dando il nome di Libiola a quella grande giurisdizione territoriale significava che Libiola era la località più importante dell’intera circoscrizione e poiché il Gromolo è il suo torrente (ma i locali lo chiamano affettuosamente “fiume”, sciùmme in genovese), che nasce presso il monte Roccagrande e transita in territorio libiolese (oggi l’alta valle Gromolo), non poteva che mantenere una primazia storica d’importanza rispetto all’altro torrente.

### Il vicariato di Libiola
Nel 1519 tutte le parrocchie di Sestri Levante, ad eccezione di quelle di Libiola (Santa Vittoria) e Loto (San Giacomo), lasciano la diocesi genovese ed entrano in quella di Brugnato. Pertanto la parrocchia di Libiola diventa un punto di riferimento nonché ultimo baluardo religioso genovese nel territorio. Dopo alterne vicende, le parrocchie di Sambuceto (oggi in Comune di Ne), Cardini, Massasco, Bargone (tutte in Comune di Casarza Ligure) e Loto non entrano nella diocesi brugnatense e, ormai sfornite di una chiesa matrice nel territorio, come in precedenza lo erano state Santo Stefano del Ponte e poi Santa Maria di Nazareth, condividono che sia quella di Libiola (Santa Vittoria) una sorta di plebania. Pertanto dalla seconda metà del ‘600, all’interno dell’arcivescovado della “Superba”, per tutte le menzionate parrocchie viene creato il vicariato (foraneo) di Libiola, con chiesa matrice Santa Vittoria, almeno fino alla prima metà del ‘900.
Uno dei più importanti e potenti priori che hanno retto il vicariato libiolese è stato don Luigi cav. Gazzano (1829-1908) che è stato, tra le altre cose, anche sindaco di Sestri Levante, ingegnere (pare che a lui si debbano la progettazione di un ponte in località Trigoso e di un palazzo nel centro storico sestrese dove attualmente vi è un’agenzia bancaria) nonché compositore di laudi poetiche (come quella del 1844 ad onore di Santa Vittoria che si canta durante i solenni festeggiamento annuali). Nel 1892 quella di Libiola (Santa Vittoria) sarà la prima comunità del sestrese ad entrare nell’appena costituita diocesi di Chiavari, staccatasi da Genova, e solo nel 1959 potrà riabbracciare le consorelle parrocchie del Comune di Sestri Levante ormai finalmente staccatesi dal vescovado di Brugnato dopo più di quattro secoli di appartenenza.

### Le miniere di Libiola
La storica miniera di rame di Libiola, probabilmente la più importante d’Italia, è conosciuta fin dalla preistoria e sfruttata intensamente fin da epoca romana. Alcuni interessanti reperti rinvenuti, durante le lavorazioni, alla fine dell’800 in uno dei tre grossi crateri a cielo aperto sito sul monte della miniera, avevano richiamato l’attenzione del celebre prof. Arturo Issel, autentico luminare in materia e docente nella Regia Università genovese. Tali reperti erano: un mazzuolo di pietra, una pala di legno e un manico di piccone in legno di quercia della lunghezza di 17 cm. (l’unico, ad oggi, non andato perduto), tutti quanti riferibili alla preistoria. Negli anni ’60 il manico di piccone è stato inviato a due distinti laboratori, in Francia e in Germania, ed entrambi hanno sentenziato che risalirebbe a più di 3.000 anni prima di Cristo: quella di Libiola è stata la prima miniera al mondo ad essere datata col sistema del radiocarbonio 14. L’interessante scoperta ha consentito di affermare due verità e cioè che in zona c’è vita fin dalla preistoria attraverso le antiche popolazioni liguri (nei pressi del torrente Gromolo esiste un monte chiamato “Castellaro”, toponimo dal significato che abbraccia tempi antichi di popolazioni autoctone) e che in miniera si lavorava già, sebbene con attrezzi rudimentali. Quando negli anni ’60 viene rinvenuta a Chiavari una necropoli risalente al VII secolo a.C., diversi manufatti di rame e bronzo provenivano dalle miniere di Libiola.
La miniera di Libiola, in confronto alle altre limitrofe (delle valli Graveglia e Petronio), è parecchio più grande: infatti occupa una superficie complessiva di circa 400 ettari. L’intero territorio è attraversato da una ventina di gallerie, alcune di esse si articolano su 4 livelli discenderie, fornelli, buchi ovunque (in numero di oltre 300), e tre grossi crateri a cielo aperto. Storicamente è stata la miniera più produttiva d’Italia (dopo quella del monte Amiata in Toscana) e da essa sono uscite milioni di tonnellate di materiale, dal buon tenore di rame. Inoltre dal punto di visto qualitativo a Libiola sono state rinvenute oltre 70 specie di minerali diversi da primato mondiale, tra cui oro e argento in quantità non apprezzabili. Ciò la rende un vero e proprio “santuario della mineralogia” per speleologi, appassionati e turisti (italiani e stranieri, soprattutto inglesi) che giungono in loco in diversi periodi dell’anno.
Sebbene sia privata ed appartenga ad una società con sede in Lombardia, la miniera di Libiola è dal 1961-62 che non è più attiva. Il periodo storico di maggior sviluppo lo si è avuto durante il cosiddetto “periodo degli inglesi”, dal 1868 al 1928 (e più precisamente fino al 1896 a titolarità esclusiva, in seguito data in locazione). Nel 1868 nasce a Londra la società per azioni “The Libiola Mining Company Ltd” che sfrutterà i ricchi giacimenti minerari libiolesi per diversi decenni, facendo la fortuna dei sudditi di sua Maestà la regina Vittoria e in special modo dei proprietari inglesi: su tutti la famiglia Brown che con Libiola diventerà assai ricca, acquistando il castello di Paraggi (Santa Margherita Ligure) e quindi la fortezza di Portofino che da quel momento è chiamata “castello Brown”: entrambi i castelli si affacciano sul pittoresco Golfo del Tigullio. A Sestri Levante esiste una viuzza nei pressi del Municipio - via Garibaldi che è soprannominata in genovese “caruggiu dell’òu” (ossia caruggio dell’oro) proprio grazie alle ricchezze dei minerali di Libiola e ammassati all’interno dei magazzini in attesa dei vapori che percorrevano settimanalmente la rotta Sestri Levante – Gran Bretagna alla volta dei porti di Inghilterra (Newcastle) e del Galles (Swansea). A Londra, nei suoi sobborghi meridionali, è esistita una zona chiamata addirittura “Libiola” (o Libiola street, come citano tutti i testi). Prima che costruissero i Cantieri Navali di Riva Trigoso (1896) o la FIT Ferrotubi di Sestri Levante (1905), che saranno le realtà industriali più grandi del Levante ligure, nella seconda metà dell’800 nel territorio che va da Genova a La Spezia è stata la Miniera di Libiola l’attività industriale ad aver impiegato il maggior numero di lavoratori. 
Il 15 giugno 1914 a Santa Vittoria di Libiola apre una sezione della Croce verde di Sestri Levante, una pubblica assistenza resasi necessaria per la presenza della miniera in zona. 
Durante gli anni della Seconda guerra mondiale la miniera di Libiola arriverà ad impiegare oltre 300 persone. Chi vi lavorava non partiva per il fronte ma era comunque considerato un soldato ed inserito all’interno di una gerarchia militare poiché la miniera libiolese era “fabbrica di guerra” per l’estrazione dei metalli atti all’industria bellica.

### Il Dopolavoro rionale di Libiola
Il Dopolavoro di Libiola è il più vecchio circolo ricreativo della val Gromolo, voluto dalle maestranze dei minatori che così potevano chiacchierare, giocare a carte o alla morra e bere un bicchiere di vino in compagnia dopo una dura giornata lavorativa in miniera. Il Dopolavoro, forse preesistente, esisteva comunque già durante il ventennio fascista ma la sua sede era collocata in un appartamento condotto in affitto e posto nel caruggio del borgo, sotto la strada.
La costruzione dove ha sede il Dopolavoro attuale (palazzina, pertinenze e terreno) è nata all’inizio degli anni ’50 con più di cento soci e, alla sua realizzazione, hanno contribuito tutte le genti del paese. È questo il motivo per il quale esiste in loco un grande attaccamento dei libiolesi al loro Dopolavoro, circolo privato (degli associati) ma aperto a tutti, che è da sempre sorretto da autentici valori di condivisione, solidarietà e amicizia.
Il circolo ricreativo si sostiene grazie alle iniziative e alle manifestazioni promosse per iniziativa degli associati. Il momento più importante dell’annata del Dopolavoro libiolese è la realizzazione della “Sagra delle Frittelle”, da decenni autentico fiore all’occhiello dell’offerta turistica ed eno-gastronomica estiva del Comune di Sestri Levante. Una folla di persone, attratta dai cibi tipici della tradizione ligure, assalta ogni anno l’antico borgo minerario nei tre giorni di festa, ai primi di agosto, decretandone da sempre il grande successo di presenze e ospitalità.

### Gli anni della Resistenza
Libiola così come i borghi vicini (Montedomenico, Azaro, Loto, Tassani, Rovereto, Santa Vittoria di Libiola) ha rappresentato un punto di riferimento assai importante per la lotta di Resistenza: storie ed aneddoti di autentico eroismo di quegli anni sono tramandati dai genitori ai figli come testimonianza dei valori di una fiera popolazione. 
Poiché Sestri Levante e Riva Trigoso, per la presenza della linea ferroviaria e delle industrie, erano oggetto di bombardamenti pressoché continui, tanti sfollati si sono rifugiati presso le famiglie degli antichi borghi della val Gromolo, sebbene Libiola per la presenza della miniera, non sia stata risparmiata dalle bombe a grappolo lanciate dagli aerei che la gente chiamava “Pippo”.
Gli abitanti della valle hanno aiutato i numerosi partigiani presenti in zona, come hanno potuto e nel miglior modo possibile, e così miniere libiolesi con le tante gallerie, sono servite agli antifascisti per nascondersi durante i diversi rastrellamenti che in più occasioni hanno interessato l’intera valle del torrente Gromolo. È a Libiola, e precisamente nella boscaglia sotto la polveriera (deposito esplodenti in zona mineraria), che si è avuto il primo eccidio in cui nel dicembre del 1944 ha perso la vita lo studente bergamasco Rodolfo Zelasco, detto “Barba”, a capo di un manipolo di partigiani; ed è allo Zelasco che è stata dedicata una delle tre brigate partigiane della divisione Coduri operanti in vallata. 
Negli anni della Seconda guerra mondiale le miniere di Libiola hanno continuato a funzionare a pieno regime come “industria bellica”. In particolare, durante l’occupazione militare germanica le miniere erano controllate direttamente dai soldati tedeschi sebbene non siano mancati atti di sabotaggio operati dai partigiani. A causa di ciò, e della costante collaborazione degli abitanti del borgo coi “ribelli” antifascisti, in più di un’occasione il paese di Libiola ha rischiato di essere bruciato, cosa che è invece successa per alcuni casolari di campagna presenti in modo sparso nel suo vasto territorio.
Il comando nazi-fascista di zona si era stabilito sul monte di Libiola, in zona mineraria, in quella che un tempo era la cosiddetta villa padronale “degli Inglesi” e così, per diversi mesi, anche il comando partigiano era collocato prima in una casa del paese e poi in uno dei casoni agricoli presenti più all’interno, verso le sorgenti del Gromolo, in area mineraria. Saranno poi le donne della vallata di Santa Vittoria di Libiola a cucire la bandiera partigiana della Coduri/Zelasco che verrà fatta sventolare al vento della libertà a guerra terminata.